# Akushinsky (huyện)
Huyện Akushinsky (tiếng Nga: ? райо́н) là một huyện hành chính tự quản (raion), của Dagestan, Nga. Huyện có diện tích 635 kilômét vuông. Trung tâm của huyện đóng ở Akusha.